# Herb gminy Kotla
Herb gminy Kotla – jeden z symboli gminy Kotla.

## Wygląd
Herb przedstawia na tarczy dzielonej w słup w polu lewym na czerwonym tle srebrną postać, symbolizującą sprawiedliwość, trzymającą w rękach miecz i wagę, natomiast w polu prawym błękitnym pół złotej lilii heraldycznej. Herb wielki gminy zawiera dodatkowo dwa złote lwy-trzymacze, zwrócone do siebie oraz złotą wstęgę z napisem „GMINA KOTLA”. 